# Rijksdag (Hongarije)

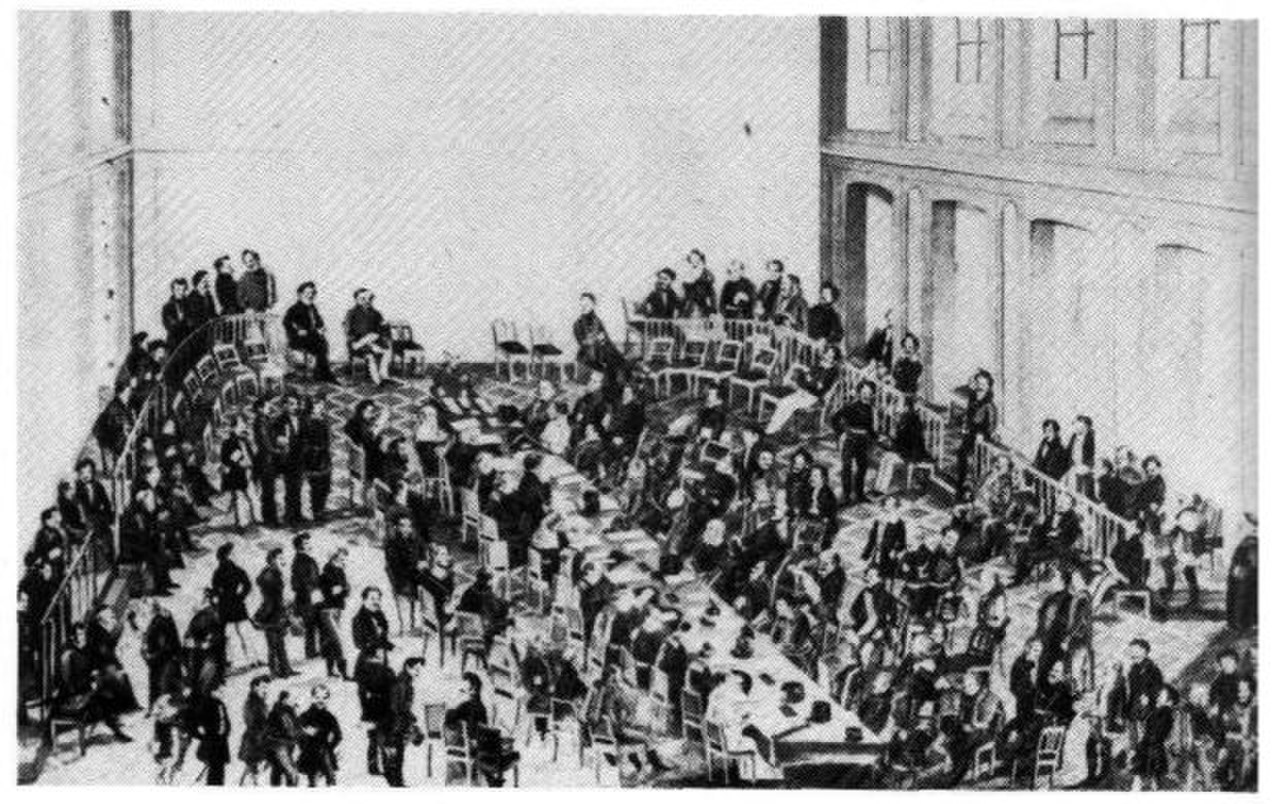
Landdagzitting in Bratislava, 1830

De Landdag van Hongarije (Hongaars: Magyar Országgyűlés), vanaf 1867 Rijksdag van Hongarije, was de voorganger van het huidige Hongaars parlement en de wetgevende vergadering van het Koninkrijk Hongarije tot in 1918. De Rijksdag bestond sinds 1608 uit twee kamers: enerzijds een hogerhuis, dat Magnatenhuis heette, waarin de clerus en de magnaten zetelden, en anderzijds een lagerhuis, het Huis van Afgevaardigden, waarin vertegenwoordigers van de comitaten, vrije districten en steden zetelden. Het vorstendom Zevenburgen had tot 1865 een eigen landdag.

## Geschiedenis

### Statenverzameling
De eerste geschiedkundige bronnen die verwijzen naar een Hongaarse Landdag dateren uit de 11e eeuw. Aanvankelijk was de Landdag van Hongarije een traditionele statenvergadering, die meestal in Bratislava bijeenkwam en soms in andere steden zoals Sopron of Boeda.
Een Landdag hield toen een ad hoc door de koning ingeroepen vergadering in, maar in de loop van de 15e eeuw werd de Landdag een permanente instelling. Doorgaans riep de koning een Landdag bijeen om eigen beslissingen af te kondigen, zonder enige inspraak van de Landdag. Tot 1526 liet de adel zich door gezanten vertegenwoordigen.

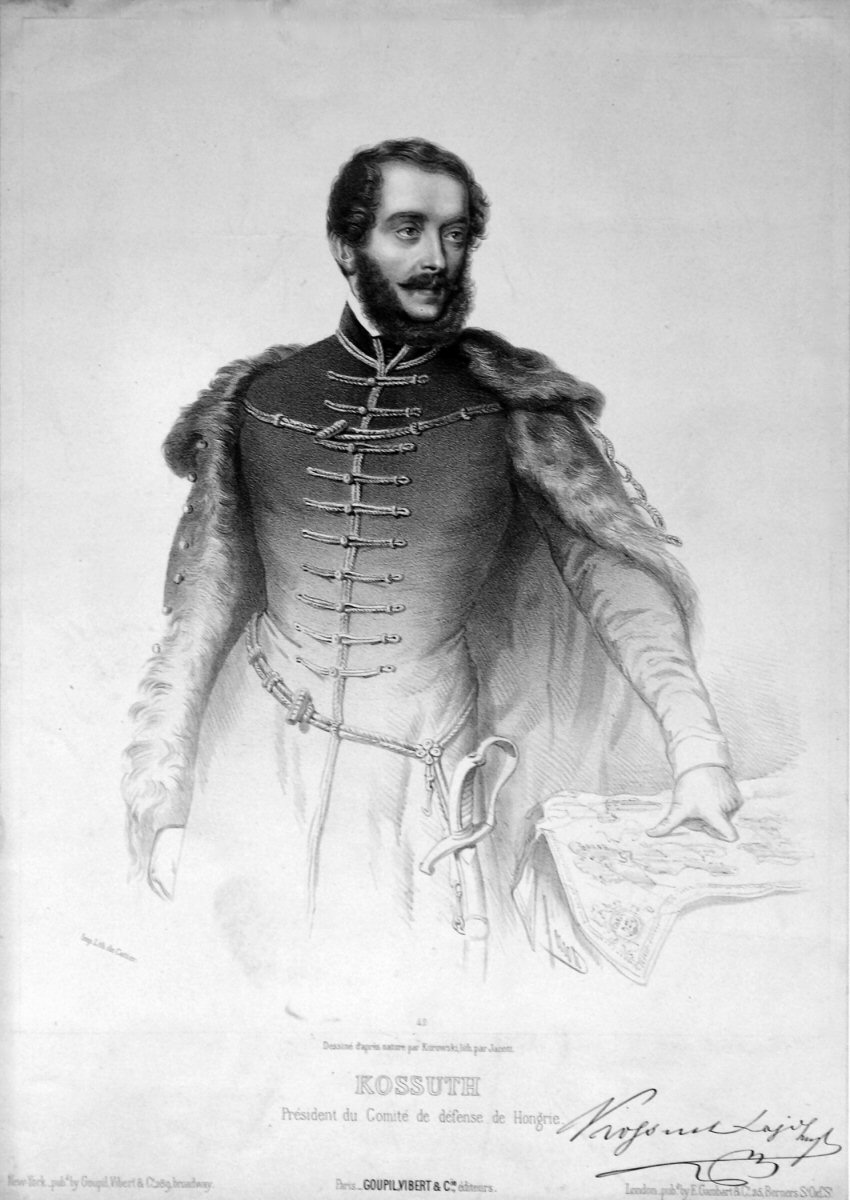
Lajos Kossuth

### Hongaarse Revolutie
Tijdens de Hongaarse Revolutie van 1848 werd de Landdag naar Pest verplaatst om daar tot een moderne volksvertegenwoordiging omgevormd te worden, die een eigen Hongaarse regering zou moeten controleren. Op 3 oktober 1848 werd de Landdag echter per decreet ontbonden door koning Ferdinand. In de loop van de revolutie tegen de Habsburgers vergaderde de Landdag van Hongarije op 14 april 1849 in de Grote Kerk in Debrecen, waar Pál Almásy de onttroning van het Huis Habsburg-Lotharingen en de onafhankelijkheid van Hongarije afkondigde. Lajos Kossuth werd als regent aangesteld. Na de Hongaarse nederlaag tegen de Habsburgers werd de Landdag echter opnieuw ontbonden.

### Ausgleich
Na de Ausgleich in 1867 liet de Hongaarse premier Gyula Andrássy de restauratie van de Hongaarse grondwet van vóór 1848 afkondigen, met slechts enkele kleine wijzigingen. Op 27 februari 1867 werd de Landdag opnieuw officieel ingehuldigd.
Aangezien Hongarije sinds dan geen Oostenrijks kroonland meer was, en de Hongaarse Landdag een evenwaardig orgaan aan de Rijksraad van Oostenrijk was geworden, werd de Hongaarse Landdag vanaf 1867 met de naam Rijksdag aangeduid.

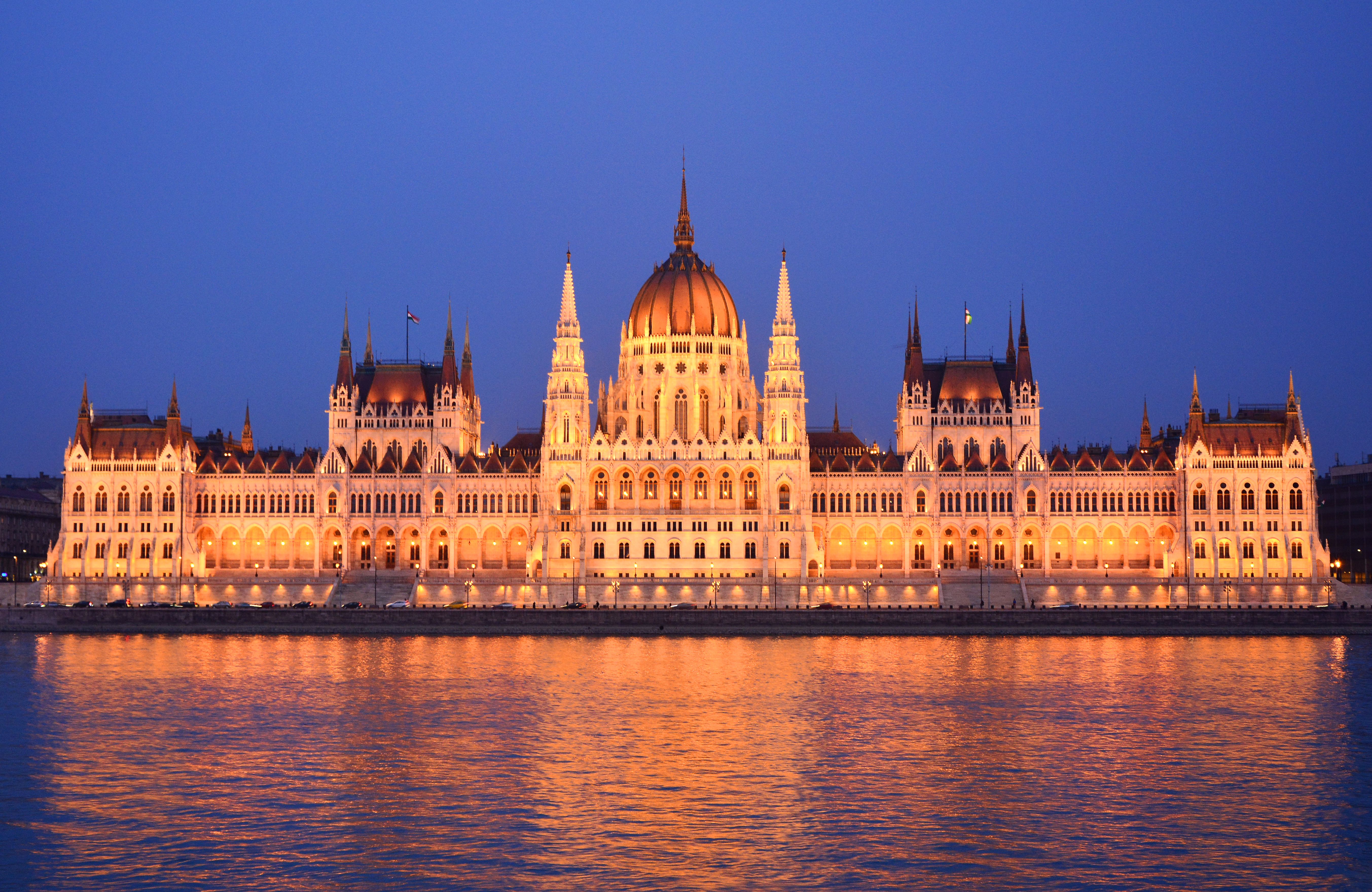
Het Országház, het Hongaarse parlementsgebouw

In 1902 nam de Hongaarse Rijksdag haar intrek in het nieuwe Parlementsgebouw in neogotische stijl.
Van 1875 tot 1905 had de door Kálmán Tisza opgerichte Liberale Partij onafgebroken de meerderheid in de Rijksdag. De regering van Géza Fejérváry regeerde na de overwinning van de oppositie in 1905 (die leidde tot de zogenaamde Hongaarse crisis) met de steun van de koning gewoon verder zonder de steun van de Rijksdag. Op 19 februari 1906 lieten koning Frans Jozef en Fejérváry de Rijksdag militair bezetten door de Hongaarse landmacht, de Honvéd.
Door het cijnskiesrecht, dat slechts een geprivilegieerd deel van de bevolking stemrecht verleende, was in 1913 slechts 7,7% van de Hongaarse bevolking stemgerechtigd. Hierdoor werd de reactionaire ordening van het koninkrijk Hongarije bestendigd. De niet-Hongaarse bevolkingsgroepen van het koninkrijk hadden nauwelijks de kans om hun grieven te uiten in de Rijksdag. Zij keerden zich dan ook af van de Hongaarse dominantie en richtten na de Eerste Wereldoorlog hun eigen natiestaten op.